# Dubrawa (Kaliningrad, Osjorsk)
Dubrawa (russ. Дубрава, deutsch Buylien, 1938–1945 Schulzenwalde) ist eine Siedlung im Südosten der russischen Oblast Kaliningrad im Rajon Osjorsk. Der Ort gehört zur kommunalen Selbstverwaltungseinheit Munizipalkreis Osjorsk. 

## Geographische Lage
Dubrawa liegt etwa 16 Kilometer südlich der Stadt Gussew (Gumbinnen) im Schnittpunkt zweier Nebenstraßen, die Walujskoje (Kuttkuhnen, 1938–1946 Eggenhof) an der Fernstraße P 508 mit Gawrilowka (Szardeningken, 1938–1946 Schardingen) bzw. Olchowatka (Walterkehmen, 1938–1946 Großwaltersdorf) mit Jablonowka (Wilhelmsberg) verbinden.
Die einstige Bahnanbindung über die acht Kilometer entfernte Station Walterkehmen (Großwaltersdorf) (heute russisch: Olchowatka) an der Bahnstrecke von Gumbinnen (Gussew) über Tollmingkehmen (1938–1946 Tollmingen, russisch: Tschistyje Prudy) nach Goldap (heute polnisch: Gołdap) existiert nicht mehr.

## Geschichte
Buylien war ehemals eine preußische Staatsdomäne mit den Vorwerken Alt- und Neu Wusterwitz. Zusätzlich gab es den Forst Buylien mit dem Forsthaus und den Neuhof Buylien mit der Meierei. Am 18. März 1874 wurde der Amtsbezirk Buylien aus den Landgemeinden Alt Maygunischken (1938–1946 Erlengrund, russisch: Axjonowo,), Didsziddern (1936–1938 Didschiddern, 1938–1946 Frankenhof), Girnen (Rjasanowka), Jogelehnen (1938–1946 Jürgendorf, russisch: Dserschinskoje), Jucknischken (1938–1946 Bahnfelde, Stawropolskoje), Karklienen (1938–1946 Brauersdorf) sowie Neu Maygunischken (Axjonowo, alle Orte nicht mehr existent) und den Gutsbezirken Brödlauken Forst, Buylien (1938–1946 Schulzenwalde, Dubrawa), Ernstberg und Marienhöhe gebildet.
Die langjährige Pächterfamilie der Staatsdomäne hieß Hotopp. Nach dem preußischen Domänenpächter Friedrich Hotopp folgte der Oberamtmanns Paul Hotopp. Anfang der 1920er Jahre heiratete Dr. Hans Stahl Erika Hotopp und übernahm im Jahre 1935 die Domäne. Zuletzt umfasste sie 950 Hektar und widmete sich in der Hauptsache der Trakehnerpferdezucht für den Reitsport und das Militär (Remontenzucht). Es war das fünftgrößte Pferdegestüt in Ostpreußen.
Am 16. Juli 1938 erhielt Buylien amtlicherseits den neuen Namen „Schulzenwalde“ und in dessen Folge wurde auch der Amtsbezirk umbenannt. Im Jahre 1939 gab es hier 383 Einwohner, von denen etwa 100 in der Domäne beschäftigt waren.
Bis 1945 gehörten Schulzenwalde und der Amtsbezirk Schulzenwalde mit den zuletzt noch eingegliederten Gemeinden Bahnfelde, Brauersdorf, Erlengrund, Frankenhof, Girnen und Jürgendorf zum Landkreis Gumbinnen im Regierungsbezirk Gumbinnen in der preußischen Provinz Ostpreußen.
Am 20. Oktober 1944 musste Schulzenwalde vor den herannahenden sowjetischen Truppen fluchtartig verlassen werden. Der Treck nahm den Weg über die Angerapp-Brücke bei Kissehlen (1938–1945 Angermühle, heute russisch: Putjatino) und entkam dadurch dem Massaker bei Nemmersdorf (Majakowskoje). Die endgültige Aufgabe der Domäne erfolgte im Januar 1945.
Im Jahr 1947 wurde der Ort in Dubrawa (dt. „Eichenwald“) umbenannt und gleichzeitig Sitz eines Dorfsowjets im Rajon Gussew. Später gelangte der Ort in den Dorfsowjet
Bagrationowski selski Sowet im Rajon Osjorsk. 
Das Herrenhaus diente noch bis in die 1960er Jahre dem russischen Militär und wurde nach einem Brand dann abgetragen. Nach dem Zerfall der Sowjetunion gründete Wilfried Stahl, Sohn von Dr. Hans Stahl, im Jahr 1992 die Domäne Buylien/Dubrawa und fing zusammen mit seinem Sohn Jan damit wieder die familiäre Bewirtschaftung des Haupthofes und der Ländereien an. Wilfried Stahl verstarb im August des Jahres 2009 in Dubrawa und wurde von seinem Sohn auf der Hotopp'schen Familiengrabinsel beigesetzt. Seitdem führt Dr. Jan Stahl den Betrieb in Dubrawa weiter fort, der durch ihn im Jahre 2012 käuflich in Eigentum umgewandelt werden konnte. 
Von 2008 bis 2014 gehörte Dubrawa zur Landgemeinde Gawrilowskoje selskoje posselenije, von 2015 bis 2020 zum Stadtkreis Osjorsk und seither zum Munizipalkreis Osjorsk.

### Einwohnerentwicklung
| Jahr | Einwohner |
| ---- | --------- |
| 1910 | 363       |
| 1933 | 385       |
| 1939 | 383       |
| 2002 | 95        |
| 2010 | 95        |

## Kirche
Bis 1945 war Buylien bzw. Schulzenwalde mit seiner überwiegend evangelischen Bevölkerung in das Kirchspiel der Kirche Walterkehmen (1938–1946 Großwaltersdorf, russisch: Olchowatka) im Kirchenkreis Gumbinnen (Gussew) in der Kirchenprovinz Ostpreußen der Kirche der Altpreußischen Union eingegliedert. Letzter deutscher Geistlicher vor 1945 war Pfarrer Paul Hoffmann.
Nach 1945 kam das kirchliche Leben zum Erliegen. Nach dem Zerfall der Sowjetunion 1990/1991 suchten u. a. russlanddeutsche Umsiedler in Dubrawa eine neue Heimat und bildeten sehr bald eine kleine evangelische Gemeinde. Dank der Finanzierungshilfe aus Deutschland gelang es dem deutschen Pfarrer Heye Osterwald unter der organisatorischen und operativen Hilfe von Wilfried Stahl einen Teil eines ehemaligen Insthauses in Dubrawa anzukaufen und restaurieren zu lassen, um einen Kirchen- und Gemeinderaum einzurichten.
Im Jahre 2002 wurde der Kirchsaal mit der Gemeinde und Dorfbevölkerung eingeweiht. In ihm erinnert eine großflächige Wandkarte an das frühere Kirchspiel Walterkehmen (Großwaltersdorf) mit all seinen Orten, von denen einige heute nicht mehr existieren. Dubrawa ist jetzt eine Gemeinde der Pfarrei der Salzburger Kirche in Gussew und wird von dort durch zwei Geistliche betreut. Sie gehört zur Propstei Kaliningrad in der Evangelisch-Lutherischen Kirche Europäisches Russland.

## Schulen
In Buylien bzw. Schulzenwalde gab es vor 1945 zwei Schulen. Die ältere stand im Ortsteil Alt Wusterwitz und war einklassig. Sie bestand schon im 19. Jahrhundert. Die letzten deutschen Lehrer waren Robert Ruddies und Herbert Stresow. 
Die Einrichtung einer zweiten Schule war am 3. Februar 1899 beschlossen worden. Am 1. Januar 1900 wurde die neugegründete Schule in Buylien eröffnet. Diese war zweiklassig. Letzter deutscher Lehrer war Fritz Bandelier. 1992 wurde dieses ehemalige Schulgebäude von Wilfried Stahl angemietet und komplett saniert und diente ihm ab diesem Zeitpunkt als Wohnhaus. Im Jahre 2012 konnte dieses alte Schulgebäude von seinem Sohn Dr. Jan Stahl ebenfalls in Eigentum umgewandelt werden und wird durch diesen weiterhin bewohnt und ausgebaut.